# Habibou Traoré
Pour les articles homonymes, voir Traoré.
Habibou Traoré, né le 21 octobre 1983 à Thiès (Sénégal), est un footballeur sénégalais. 
Il est le neveu de l'international sénégalais Amara Traoré.

## Biographie
Après ses premiers pas avec l'US Rail, le club de la ville de Thiès où il est originaire, Habibou Traoré transite par l'ASC Yeggo avant de poser son sac à l'ASEC Ndiambour de Louga,. Repéré par ce club de première division, il joue, marque des buts et est appelé en sélection du Sénégal. En effet, durant l'été 2001, il fait partie du groupe de Bruno Metsu qui effectue le déplacement à Lomé lors du dernier match des éliminatoires de la CAN 2002 contre le Togo (0-1). Là, le FC Gueugnon le repère et le fait venir pour un essai qui concluant. Cet espoir du football sénégalais signe un contrat espoir pour faire l'apprentissage du professionnalisme sous la coupe de son oncle Amara Traoré.
En janvier 2004, Habibou Traoré est la première recrue hivernale du Paris SG. Depuis plusieurs semaines auparavant, les dirigeants parisiens s'intéressent de près au milieu de terrain sénégalais du FC Gueugnon, supervisé à plusieurs occasions. En fin de contrat avec Gueugnon en juin 2004, il est question dans un premier temps que Traoré quitte la Bourgogne dès cet hiver pour un prix proche de 500 000 €.
Vahid Halilhodžić le repère le 29 octobre 2003 lors du match de Coupe de la Ligue : FC Gueugnon-Paris SG (1-1 ; tab 3-2). Traoré est prêté pendant six mois.

## Condamnation judiciaire
Le 25 janvier 2018, Habibou Traoré est condamné par le tribunal correctionnel de Gap à 24 mois de prison dont 12 mois avec sursis, une peine assortie d’une mise à l’épreuve de deux ans et d’un mandat de dépôt, à la suite de violences conjugales commises le 28 novembre 2017 à l'encontre de sa compagne alors enceinte. L'ancien joueur avait déjà été condamné par le passé à du sursis pour des faits similaires.

## Statistiques
Ce tableau présente les statistiques professionnelles d'Habibou Traoré,.
| Saison                | Club                       | Championnat           | Championnat | Championnat | Coupe nationale | Coupe nationale | Coupe de la Ligue | Coupe de la Ligue | Total | Total |
| Saison                | Club                       | Division              | M.          | B.          | M.              | B.              | M.                | B.                | M.    | B.    |
| 2001-2002             | FC Gueugnon                | D2                    | 11          | 1           | -               | -               | 1                 | 0                 | 12    | 1     |
| 2002-2003             | FC Gueugnon                | Ligue 2               | 20          | 0           | -               | -               | 2                 | 0                 | 22    | 0     |
| 2003-2004             | FC Gueugnon                | Ligue 2               | 11          | 0           | -               | -               | 3                 | 0                 | 14    | 0     |
| 2004                  | Paris Saint-Germain (prêt) | Ligue 1               | -           | -           | -               | -               | -                 | -                 | 0     | 0     |
| 2004-2005             | SCO Angers                 | Ligue 2               | 20          | 1           | -               | -               | -                 | -                 | 20    | 1     |
| 2005-2006             | Panionios Athènes          | D1                    | 2           | 0           | -               | -               | -                 | -                 | 2     | 0     |
| 2006-2007             | AS Cannes                  | National              | 8           | 0           | -               | -               | -                 | -                 | 8     | 0     |
| Total sur la carrière | Total sur la carrière      | Total sur la carrière | 73          | 2           | 0               | 0               | 6                 | 0                 | 79    | 2     |